# Gilbert Ravanel
Édouard Gilbert Ravanel (ur. 26 kwietnia 1900 w Chamonix, zm. 1 września 1983 tamże) – francuski narciarz klasyczny, występujący w zawodach w biegach narciarskich, kombinacji norweskiej i skokach narciarskich, uczestnik Zimowych Igrzysk Olimpijskich 1924.
W 1924 podczas igrzysk w Chamonix zajął 18. miejsce w konkursie kombinacji norweskiej, był 20. w zawodach w biegach narciarskich oraz 22. w skokach narciarskich.